# Turniej Gwiazdkowy 2002
Turniej Gwiazdkowy 2002 – 10. edycja turnieju żużlowego rozgrywanego w Pile, który odbył się 7 grudnia 2002. Zwyciężył Sebastian Ułamek.

## Wyniki

### Turniej zasadniczy
- Piła, 7 grudnia 2002
- NCD: Sebastian Ułamek – 68,27 w finale A
- Sędzia: Ryszard Głód

| Msc. | Zawodnik               | Klub         | Pkt |             |  |
| ---- | ---------------------- | ------------ | --- | ----------- |  |
| 1    | (12) Sebastian Ułamek  | Leszno       | 13  | (2,3,3,2,3) |  |
| 2    | (15) Piotr Świst       | Gorzów Wlkp. | 10  | (3,0,2,3,2) |  |
| 3    | (9) Rafał Dobrucki     | Piła         | 12  | (3,3,3,2,1) |  |
| 4    | (6) Jacek Krzyżaniak   | Wrocław      | 11  | (3,3,2,3,0) |  |
| 5    | (14) Mariusz Franków   | Piła         | 10  | (2,2,2,1,3) |  |
| 6    | (1) Tomasz Gapiński    | Piła         | 10  | (3,3,1,1,2) |  |
| 7    | (2) Rafał Okoniewski   | Leszno       | 4   | (d,1,3,0,d) |  |
| 8    | (8) Tomasz Jędrzejak   | Wrocław      | 5   | (2,2,1,d,d) |  |
| 9    | (11) Michał Robacki    | Bydgoszcz    | 5   | (1,1,1,3)   |  |
| 10   | (16) Łukasz Jankowski  | Leszno       | 4   | (0,2,0,2)   |  |
| 11   | (7) Andrzej Huszcza    | Zielona Góra | 4   | (0,d,3,1)   |  |
| 12   | (3) Piotr Paluch       | Gorzów Wlkp. | 4   | (1,1,2,0)   |  |
| 13   | (10) Krzysztof Pecyna  | Gdańsk       | 5   | (0,1,1,3)   |  |
| 14   | (4) Robert Miśkowiak   | Piła         | 4   | (2,d,0,2)   |  |
| 15   | (5) Mariusz Staszewski | Gorzów Wlkp. | 4   | (1,2,0,1)   |  |
| 16   | (13) Tomasz Piszcz     | Gdańsk       | 1   | (1,0,0,0)   |  |
|      | rez. Paweł Kowalewski  | Piła         |     | (ns)        |  |
|      | rez. Krystian Klecha   | Piła         |     | (ns)        |  |

Bieg po biegu
1. [69,60] Gapiński, Miśkowiak, Paluch, Okoniewski
2. [69,23] Dobrucki, Ułamek, Robacki, Pecyna
3. [69,58] Krzyżaniak, Jędrzejak, Staszewski, Huszcza
4. [69,30] Świst, Franków, Piszcz, Ł. Jankowski
5. [68,88] Gapiński, Jędrzejak, Okoniewski, Huszcza
6. [69,00] Dobrucki, Ł. Jankowski, Pecyna, Świst
7. [69,38] Krzyżaniak, Staszewski, Paluch, Miśkowiak
8. [68,93] Ułamek, Franków, Robacki, Piszcz
9. [69,26] Okoniewski, Krzyżaniak, Gapiński, Staszewski
10. [69,10] Dobrucki, Franków, Pecyna, Piszcz
11. [69,65] Huszcza, Paluch, Jędrzejak, Miśkowiak
12. [68,35] Ułamek, Świst, Robacki, Ł. Jankowski

### Klasyfikacja w grupach po części zasadniczej
| Msc. | Zawodnik               | Klub         | Pkt |         |  |
| ---- | ---------------------- | ------------ | --- | ------- |  |
| 1    | (6) Jacek Krzyżaniak   | Wrocław      | 8   | (3,3,2) |  |
| 2    | (1) Tomasz Gapiński    | Piła         | 7   | (3,3,1) |  |
| 3    | (8) Tomasz Jędrzejak   | Wrocław      | 5   | (2,2,1) |  |
| 4    | (2) Rafał Okoniewski   | Leszno       | 4   | (d,1,3) |  |
| 5    | (3) Piotr Paluch       | Gorzów Wlkp. | 4   | (1,1,2) |  |
| 6    | (7) Andrzej Huszcza    | Zielona Góra | 3   | (0,d,3) |  |
| 7    | (5) Mariusz Staszewski | Gorzów Wlkp. | 3   | (1,2,0) |  |
| 8    | (4) Robert Miśkowiak   | Piła         | 2   | (2,d,0) |  |

| Msc. | Zawodnik              | Klub         | Pkt |         |  |
| ---- | --------------------- | ------------ | --- | ------- |  |
| 1    | (9) Rafał Dobrucki    | Piła         | 9   | (3,3,3) |  |
| 2    | (12) Sebastian Ułamek | Leszno       | 8   | (2,3,3) |  |
| 3    | (14) Mariusz Franków  | Piła         | 6   | (2,2,2) |  |
| 4    | (15) Piotr Świst      | Gorzów Wlkp. | 5   | (3,0,2) |  |
| 5    | (11) Michał Robacki   | Bydgoszcz    | 3   | (1,1,1) |  |
| 6    | (16) Łukasz Jankowski | Leszno       | 2   | (0,2,0) |  |
| 7    | (10) Krzysztof Pecyna | Gdańsk       | 2   | (0,1,1) |  |
| 8    | (13) Tomasz Piszcz    | Gdańsk       | 1   | (1,0,0) |  |

### Półfinały
1. [69,87] Krzyżaniak, Dobrucki, Franków, Jędrzejak
2. [68,64] Świst, Ułamek, Okoniewski, Gapiński

### o miejsca 9-16
1. [69,25] Pecyna, Miśkowiak, Staszewski, Piszcz
2. [68,38] Robacki, Ł. Jankowski, Huszcza, Paluch

### Finał B
1. [70,25] Franków, Gapiński, Okoniewski, Jędrzejak

### Finał A
1. [68,27] Ułamek, Świst, Dobrucki, Krzyżaniak